# 阮福昛
阮福昛（越南语：／；1810年10月2日—1849年8月11日），越南阮朝嘉隆帝第十一子，生母德妃黎氏評。
嘉隆十六年（1817年），受封為常信公（越南语：／）。明命初年，明命帝下令阮福昛奉姑母隆城太長公主阮氏玉琇祀。嗣德二年（1849年）夏，阮福昛去世，壽四十歲，諡溫靜。後又追贈為常信郡王（越南语：／），改諡莊恭。

## 子女
阮福昛有7子11女。
- 長子阮福常壬
- 次子阮福常墉
- 三子阮福常墥，嗣德八年恩封永恩亭侯。
- 五子阮福常塿，恩封助國卿[2]。